# Lavagno
Lavagno – miejscowość i gmina we Włoszech, w regionie Wenecja Euganejska, w prowincji Werona.
Według danych na rok 2004 gminę zamieszkiwało 5961 osób, 425,8 os./km².